# And the Noble Art of Irony
And the Noble Art of Irony är det svenska rockbandet Kid Downs debutalbum, utgivet 2007 på Burning Heart Records och Epitaph Records.

## Låtlista
1. "A Kid Called Down"
2. "Cut / Paste"
3. "Who's Your Villain?"
4. "Split This Cake"
5. "Pretty Teeth"
6. "110%"
7. "Luck Comes Easy"
8. "Nothing More, Just a Lie"
9. "Red Lights"
10. "If You're Sark, Then I'm Vaughn"
11. "On a Line"
12. "Get Up Again - Over and Out"

## Mottagande
And the Noble Art of Irony snittar på 3,1/5 på Kritiker.se, baserat på sju recensioner.

### Fotnoter
1. ↑  ”Kid Down”. Svensk mediedatabas. http://smdb.kb.se/catalog/search?q=kid+down+typ%3Afonogram&sort=OLDEST. Läst 1 maj 2012.
2. ↑  ”Kid Down”. Kritiker.se. https://kritiker.se/skivor/kid-down/and-the-noble-art-of-irony/. Läst 1 maj 2012.